# USS Roosevelt (DDG-80)
USS Roosevelt (DDG-80) («Рузвельт») — 30-й эскадренный миноносец из серии запланированных к 13 сентября 2002 года 62 эсминцев УРО типа «Арли Бёрк», строительство которых было одобрено Конгрессом США, и второй эсминец этого типа серии IIa.

## Боевая служба
22 октября 1996 года министр флота Джон Говард Далтон объявил, что 30-му кораблю класса «Арли Берк» будет присвоено имя «Рузвельт». Это первый корабль, названный так в честь Франклина Д. Рузвельта, 32-го президента США и бывшей первой леди Элеоноры Рузвельт.
Строительство корабля началось в 1997 году, и в 1999 году он был спущен на воду. Корабль ввели в эксплуатацию на станции Мейпорт в 2000 году.
В 2006 году USS Roosevelt и голландский фрегат пытались отбить захваченный сомалийскими пиратами южнокорейский траулер, но безуспешно. В 2007 году миноносец получил награду за боевую эффективность «E».
В 2014 году подразделение SEAL, базировавшееся на этом судне, захватило нефтяной танкер Morning Glory у берегов Кипра, который перевозил незаконную ливийскую нефть.